# Margon, Hérault
Margon är en kommun i departementet Hérault i regionen Occitanien i södra Frankrike. Kommunen ligger i kantonen Roujan som tillhör arrondissementet Béziers. År 2022 hade Margon 775 invånare.

## Befolkningsutveckling
Antalet invånare i kommunen Margon
Referens:INSEE